# Nullana huallaga
Nullana huallaga är en insektsart som beskrevs av Delong 1976. Nullana huallaga ingår i släktet Nullana och familjen dvärgstritar. Inga underarter finns listade i Catalogue of Life.